# Benjamin Cortus
Benjamin Cortus (Norimberga, 13 dicembre 1981) è un arbitro di calcio tedesco.

## Carriera arbitrale
Cortus arbitra per il TSV Burgfarrnbach ed è a livello di DFB dal 2009. Nel 2011 è stato nominato arbitro 2. Bundesliga . Nell'estate del 2016 Cortus è stato uno dei quattro arbitri promossi ad arbitrare in Bundesliga .

## Vita privata
Cortus di professione è assistente di gestione IT e attualmente risiede a Röthenbach.